# Phil Friederichs
Phil Friederichs (* 20. September 1975) ist ein deutscher Unternehmer, DVD-Produzent, Autor, Regisseur und Geschäftsführer von Turbine Medien.

## Karriere
Von 1997 bis 2000 war Phil Friederichs als Produktmanager für BMG Video tätig. Ab 2000 bis 2009 war er Inhaber und Produzent der dvdfabrik, einem Unternehmen zur Entwicklung von DVD-Konzepten.
Am 10. März 2004 gründete er zusammen mit Christian Becker das Unternehmen Turbine Medien, um ursprünglich alle DVDs zu Dieter Hallervorden und Oliver Kalkofe auf den Markt zu bringen. Am 21. Juni 2004 erschien mit Kalkofes Mattscheibe Vol. 1 (Die erste ProSieben Staffel zur Serie) die erste DVD des Unternehmens.
2005 führte Phil Friederichs bei den Dokumentarfilmen Von Nervensägen & Untermietern – Ein Blick zurück für die DVD-Veröffentlichung zur Serie Didi – der Untermieter und Die Akte Nonsens für die Nonstop Nonsens DVD, Regie.
2009 wurde Friederichs Gesellschafter und Geschäftsführer von Rakete Medien (jetzt: Turbine-Shop) dem eigenen Online-Shop von Turbine Medien.
2012 brachte er in Zusammenarbeit mit Tobias Hohmann Das große Dieter Hallervorden Buch heraus.
Seit November 2023 gehört er zum Vorstand von AllScreens – Verband Filmverleih und Audiovisuelle Medien e.V.

## Regie und Produktion (Auswahl)
- 2005: Von Nervensägen & Untermietern – Ein Blick zurück
- 2005: Die Akte Nonsens
- 2013: Von einem der Momente: Die Geschichte von Nationalgalerie
- 2019: Planet of the Tapes (Ausführender Produzent)
- 2020: The Last Word on the Last House on the Left: The Legacy of Horror’s Most Controversial Classic (Ausführender Produzent)